# Liste der Monuments historiques in Fronsac (Gironde)
Die Liste der Monuments historiques in Fronsac (Gironde) führt die Monuments historiques in der französischen Gemeinde Fronsac auf.

## Liste der Bauwerke
| Bezeichnung      | Beschreibung              | Standort | Kennzeichnung | Schutzstatus | Datum | Bild           |
| ---------------- | ------------------------- | -------- | ------------- | ------------ | ----- | -------------- |
| Kirche St-Martin | Erbaut im 12. Jahrhundert | (Lage)   | PA00083548    | Inscrit      | 1925  | weitere Bilder |

## Liste der Objekte
| Bezeichnung                            | Beschreibung                     | Standort                       | Kennzeichnung | Schutzstatus | Datum | Bild           |
| -------------------------------------- | -------------------------------- | ------------------------------ | ------------- | ------------ | ----- | -------------- |
| Skulptur des Apostels Petrus           | Holz, vergoldet, 18. Jahrhundert | in der Kirche St-Martin (Lage) | PM33000511    | Classé       | 1971  |                |
| Skulptur des Apostels Paulus           | Holz, vergoldet, 18. Jahrhundert | in der Kirche St-Martin (Lage) | PM33000512    | Classé       | 1971  |                |
| Kapitell, als Weihwasserbecken genutzt | Marmor, gallo-römisch            | in der Kirche St-Martin (Lage) | PM33000509    | Classé       | 1910  |                |
| Opferstock                             | Holz, 17. Jahrhundert            | in der Kirche St-Martin (Lage) | PM33000508    | Classé       | 1910  | weitere Bilder |
| Glocke                                 | Bronze, 1500 gegossen            | in der Kirche St-Martin (Lage) | PM33000510    | Classé       | 1912  |                |
| Kanzel                                 | Holz, 18. Jahrhundert            | in der Kirche St-Martin (Lage) | PM33001993    | Inscrit      | 2004  | weitere Bilder |